# NGC 5497
NGC 5497 (другие обозначения — UGC 9069, MCG 7-29-48, ZWG 219.54, KUG 1408+391B, PGC 50610) — спиральная галактика с перемычкой (SBb) в созвездии Волопас.
Этот объект входит в число перечисленных в оригинальной редакции «Нового общего каталога».